# Marie-Victorine Perrier
Marie-Victorine Perrier, née Patras en 1772 et morte à Paris le 22 avril 1821, est une écrivaine française.

## Biographie
Ses écrits eurent un succès important au début du XIXe siècle, en particulier sa pièce L'Emprunteur, jouée au Théâtre de la Porte-Saint-Martin en 1820. 

## Œuvres
Outre de nombreuses poésies et des chansons publiées dans la presse, on lui doit :
- Stances à ma Fille, 1803[2]

- Récréations d'une bonne mère avec sa fille ou Instructions morales sur chaque mois de l'année à l'usage des jeunes demoiselles, 1804
- Adresse de Marie-Victorine Perrier aux Français, 1815
- L'Emprunteur, comédie en 1 acte et en vers, 1817